# Adrian Rădulescu
Adrian Rădulescu (n. 1932, Dorobanțu, România – d. 5 mai 2000, Constanța, România) a fost un istoric, profesor universitar și om politic român.
Adrian Rădulescu a condus timp de mai bine de trei decenii (1969-1990) Muzeul de Istorie Națională și Arheologie din Constanța (MINAC), transpunând în realitate dorințele lui Emil Condurachi, Grigore Tocilescu și Vasile Pârvan.
Ulterior a fost lector la Institutul Pedagogic Constanța, iar din 1990 a obținut prin concurs postul de profesor la Facultatea de Litere, Istorie, Drept, Teologie din cadrul Universității „Ovidius”, pledând pentru înființarea instituției și devenind primul rector al acesteia (1990-1991). Sub conducerea sa au fost făcute săpături arheologice la Tropaeum Traiani și au fost construite edificiul muzeului Adamclisi și pavilionul muzeistic de la Histria.
A îndeplinit funcțiile de primar al municipiului Constanța (1989-1990) și prefect al județului Constanța (1990-1991).

## Opera[4]
- Monumente romano-bizantine din sectorul de vest al cetății Tomis, Constanța, 1966, p. 84
- Cimitirul feudal timpuriu de la Castelu, Constanța, 1967, p.127
- Elmi bronzei di Ostrov, in „Dacia", NS,VII (1963), p. 531-551.
- Atelierele meșteșugărești pentru ars materiale de construcție din lut, sec. III- IV, în „Pontica", II (1969), p. 333-353.
- Aspecte privind exploatarea pietrei in Dobrogea romană, în „Pontica", V (1972), p. 177- 204.